# Fernando González Laxe
Fernando Ignacio González Laxe (La Coruña, 6 de septiembre de 1952) es un político español que fue presidente de la Xunta de Galicia entre 1987 y 1990.

## Biografía
Licenciado en Ciencias Económicas y doctor en Ciencias Económicas y Empresariales, comenzó su carrera profesional en 1975 como profesor de Estructura Económica en un colegio universitario de La Coruña. Tras su paso por el Partido Socialista Galego (PSG), en 1977 se afilió al Partido dos Socialistas de Galicia-PSOE (PSdeG-PSOE), comenzando su carrera política un año después, como secretario de la Junta preautonómica, en donde posteriormente fue subdirector general de Pesca (1979-1980). 
González Laxe fue candidato al Congreso de los Diputados en las elecciones constituyentes 1977 y al Senado en las elecciones generales de 1979, sin obtener escaño en ninguna de las dos elecciones. Accedió finalmente al Senado, como senador designado por la comunidad autónoma de Galicia en 1986.
Tras el triunfo socialista en las elecciones generales de 1982, fue nombrado director general de Ordenación Pesquera del Ministerio de Agricultura, Pesca y Alimentación, así como representante español en la Conferencia Mundial de la FAO sobre la pesca y en el II Congreso Latinoamericano de Pesca. Desde su puesto en el ministerio fue el responsable de las negociaciones pesqueras de España con la Comunidad Económica Europea.
En noviembre de 1985 fue el candidato del PSdeG-PSOE a la presidencia de la Junta de Galicia. Las elecciones fueron ganadas por Coalición Popular, lo que permitió formar gobierno al popular Gerardo Fernández Albor. En 1987 González Laxe presentó una moción de censura contra el gobierno de Fernández Albor con el apoyo de Coalición Galega y el Partido Nacionalista Galego. La moción triunfó y González Laxe formó un gobierno de coalición tripartito (28 de septiembre de 1987). En 1988 ocupó la presidencia del PSdeG-PSOE. Candidato a la reelección en 1989, obtuvo acta de diputado autonómico, con los mejores resultados del PSdeG-PSOE en la historia de Galicia (28 escaños), que a la postre resultaron insuficientes, ya que el triunfo por mayoría absoluta de Manuel Fraga le impidió revalidar la presidencia, que ocupó hasta el 2 de febrero de 1990.
Se mantuvo hasta 1993 como diputado en el Parlamento de Galicia y en 2000 dejó su escaño en el Senado, no volviendo a ocupar puestos de relevancia política. Alejado de la primera línea política, fue catedrático de Economía Aplicada en la Universidad de La Coruña hasta su jubilación en mayo de 2023.
En abril de 2009 fue nombrado presidente del Organismo Público Puertos del Estado, cargo en el que cesó en enero de 2012.
Es caballero de la Orden de Isabel la Católica y posee la Medalla de Oro de la ciudad de La Coruña y la Medalla de Oro de Galicia, esta última compartida con Gerardo Fernández Albor, Manuel Fraga y Emilio Pérez Touriño.

## Obras
Ha publicado varias obras sobre el tema pesquero:
- Problemas de la pesca costera gallega.
- Desarrollo capitalista y crisis pesquera.
- Ribeira, sus gentes, su economía.
- La economía del sector pesquero.